# Campeonato FIBA África de 2005
Para el Campeonato mundial de baloncesto de 2006, la FIBA África tiene un total de 3 cupos directos para este de un total de 24 selecciones que participarán en Japón. De las 53 naciones afiliadas a la FIBA, sólo participaron en las eliminatorias 12 equipos entre el 15 y 24 de agosto de 2005.
El proceso está compuesto por dos etapas. La primera es una Ronda Preliminar entre los 12 equipo divididos en 2 grupos de 6. La segunda es una Ronda de Calificación donde los mejores 8 equipos jugarán a eliminatoria directa para definir los 3 clasificados y posiciones finales, así como una ronda de calificación de las posiciones 9 a 12 entre los últimos 4 equipos de la Ronda Preliminar.

## Equipos participantes
| Grupo A             | Grupo A                              | Grupo A               | Grupo A                | Grupo A             | Grupo A               |
| Bandera de Argelia. |                                      |                       | Bandera de Malí.       | Bandera de Nigeria. | Bandera de Túnez.     |
| Argelia             | Costa de Marfil                      | Gabón                 | Malí                   | Nigeria             | Túnez                 |
| Grupo B             | Grupo B                              | Grupo B               | Grupo B                | Grupo B             | Grupo B               |
| Bandera de Angola.  | Bandera de República Centroafricana. | Bandera de Marruecos. | Bandera de Mozambique. | Bandera de Senegal. | Bandera de Sudáfrica. |
| Angola              | República Centroafricana             | Marruecos             | Mozambique             | Senegal             | Sudáfrica             |
| ------------------- | ------------------------------------ | --------------------- | ---------------------- | ------------------- | --------------------- |

## Ronda Preliminar

### Grupo A
| Po. | Equipo          | Pts | G | P | PF  | PC  | Dif |
| --- | --------------- | --- | - | - | --- | --- | --- |
| 1   | Argelia         | 9   | 4 | 1 | 374 | 337 | 37  |
| 2   | Nigeria         | 9   | 4 | 1 | 386 | 328 | 58  |
| 3   | Túnez           | 7   | 2 | 3 | 355 | 357 | -2  |
| 4   | Malí            | 7   | 2 | 3 | 382 | 376 | 6   |
| 5   | Costa de Marfil | 7   | 2 | 3 | 328 | 375 | -47 |
| 6   | Gabón           | 7   | 1 | 4 | 315 | 367 | -52 |

### Grupo B
| Po. | Equipo                   | Pts | G | P | PF  | PC  | Dif  |
| --- | ------------------------ | --- | - | - | --- | --- | ---- |
| 1   | Angola                   | 10  | 5 | 0 | 426 | 227 | 199  |
| 2   | Senegal                  | 9   | 4 | 1 | 343 | 261 | 82   |
| 3   | República Centroafricana | 8   | 3 | 2 | 279 | 291 | -12  |
| 4   | Marruecos                | 7   | 2 | 3 | 288 | 330 | -42  |
| 5   | Sudáfrica                | 6   | 1 | 4 | 292 | 384 | -92  |
| 6   | Mozambique               | 5   | 0 | 5 | 258 | 393 | -135 |

## Ronda de Calificación

### Clasificación 9-12
- Partidos

| Fecha    | Hora  | Sede  | Partido         | Partido | Partido         | Resultado |
| -------- | ----- | ----- | --------------- | ------- | --------------- | --------- |
| 22.08.06 | 13:30 | Argel | Mozambique      | -       | Costa de Marfil | 64 - 77   |
| 22.08.06 | 16:00 | Argel | Gabón           | -       | Sudáfrica       | 79 - 71   |
| 23.08.06 | 13:30 | Argel | Mozambique      | -       | Sudáfrica       | 74 - 56   |
| 23.08.06 | 16:00 | Argel | Costa de Marfil | -       | Gabón           | 65 - 85   |

### Calificación 5-8
- Partidos

| Fecha    | Hora  | Sede  | Partido   | Partido | Partido                  | Resultado |
| -------- | ----- | ----- | --------- | ------- | ------------------------ | --------- |
| 23.08.06 | 13:30 | Argel | Marruecos | -       | Túnez                    | 83 - 72   |
| 23.08.06 | 16:00 | Argel | Malí      | -       | República Centroafricana | 64 - 68   |
| 23.08.06 | 13:30 | Argel | Túnez     | -       | Malí                     | 89 - 100  |
| 23.08.06 | 16:00 | Argel | Marruecos | -       | República Centroafricana | 60 - 86   |

### Clasificación 3-4
| Fecha    | Hora  | Sede  | Partido | Partido | Partido | Resultado |
| -------- | ----- | ----- | ------- | ------- | ------- | --------- |
| 23.08.06 | 13:30 | Argel | Argelia | -       | Nigeria | 76 - 88   |

## Ronda Final
|  | Cuartos de final         | Cuartos de final |         |         | Semifinales | Semifinales |  |        | Final    | Final    |  |
|  | 22.08.06                 | 22.08.06         |         |         | 23.08.06    | 23.08.06    |  |        | 24.08.06 | 24.08.06 |  |
|  |                          |                  |         |         |             |             |  |        |          |          |  |
|  |                          |                  |         |         |             |             |  |        |          |          |  |
|  | Marruecos                | 66               |         |         |             |             |  |        |          |          |  |
|  | Marruecos                | 66               |         |         |             |             |  |        |          |          |  |
|  | Argelia                  | 81               |         |         |             |             |  |        |          |          |  |
|  | Argelia                  | 81               |         | Argelia | 48          |             |  |        |          |          |  |
|  |                          |                  |         | Argelia | 48          |             |  |        |          |          |  |
|  |                          |                  | Senegal | 80      |             |             |  |        |          |          |  |
|  | Túnez                    | 67               | Senegal | 80      |             |             |  |        |          |          |  |
|  | Túnez                    | 67               |         |         |             |             |  |        |          |          |  |
|  | Senegal                  | 72               |         |         |             |             |  |        |          |          |  |
|  | Senegal                  | 72               |         |         |             |             |  | Angola | 70       |          |  |
|  |                          |                  |         |         |             |             |  | Angola | 70       |          |  |
|  |                          |                  | Senegal | 61      |             |             |  |        |          |          |  |
|  | Malí                     | 50               | Senegal | 61      |             |             |  |        |          |          |  |
|  | Malí                     | 50               |         |         |             |             |  |        |          |          |  |
|  | Angola                   | 67               |         |         |             |             |  |        |          |          |  |
|  | Angola                   | 67               |         | Angola  | 67          |             |  |        |          |          |  |
|  |                          |                  |         | Angola  | 67          |             |  |        |          |          |  |
|  |                          |                  | Nigeria | 62      |             |             |  |        |          |          |  |
|  | República Centroafricana | 51               | Nigeria | 62      |             |             |  |        |          |          |  |
|  | República Centroafricana | 51               |         |         |             |             |  |        |          |          |  |
|  | Nigeria                  | 63               |         |         |             |             |  |        |          |          |  |
|  | Nigeria                  | 63               |         |         |             |             |  |        |          |          |  |
|  |                          |                  |         |         |             |             |  |        |          |          |  |

## Clasificación Final del Campeonato FIBA África 2005
| Po. | País                     |  | Po. | País            |
| --- | ------------------------ |  | --- | --------------- |
| 1   | Angola                   |  | 7   | Malí            |
| 2   | Senegal                  |  | 8   | Túnez           |
| 3   | Nigeria                  |  | 9   | Gabón           |
| 4   | Argelia                  |  | 10  | Costa de Marfil |
| 5   | República Centroafricana |  | 11  | Mozambique      |
| 6   | Marruecos                |  | 12  | Sudáfrica       |

## Calificados para el Campeonato Mundial de Baloncesto de 2006
| Bandera de Angola. | Bandera de Senegal. | Bandera de Nigeria. |
| Angola             | Senegal             | Nigeria             |
| 1º                 | 2º                  | 3º                  |
| ------------------ | ------------------- | ------------------- |

## Galardones
- MVP :

 Boniface Ndong (SEN)
- Quinteto ideal :

 Abdelhalim Sayah (ARG)
 Ime Udoka (NGR)
 Olímpio Cipriano (ANG)
 Miguel Lutonda (ANG)
 Boniface Ndong (SEN)